# Vladimír Franz
Vladimír Franz (* 25. května 1959 Praha) je český hudební skladatel, výtvarník, vysokoškolský učitel, básník, dramatik a příležitostný publicista. Od počátku 80. let skládá scénickou hudbu, za niž získal řadu ocenění. Věnuje se také volné hudební tvorbě a kompozici filmové, televizní a rozhlasové hudby. Druhou základní oblastí umělecké činnosti představuje výtvarná tvorba. Pozornost médií získal rozsáhlým tetováním.
V roce 1991 se stal pedagogem na Divadelní fakultě AMU a roku 2016 také na Univerzitě J. E. Purkyně v Ústí nad Labem. V roce 2013 kandidoval ve volbě prezidenta České republiky. Z devíti kandidátů prvního kola skončil pátý se ziskem 6,84 % platných hlasů. Před druhým kolem vyjádřil záměr volit Miloše Zemana.

## Původ, vzdělání a soukromý život

### Původ a dětství
Narodil se v Praze jako jediné dítě v rodině elektroinženýra, vedoucího projektanta v podniku Tesla, a zdravotní sestry, která po jeho narození zůstala v domácnosti. Předci Vladimíra Franze pocházejí ze dvou základních větví – jedné z Plzně a druhé z Moravy.

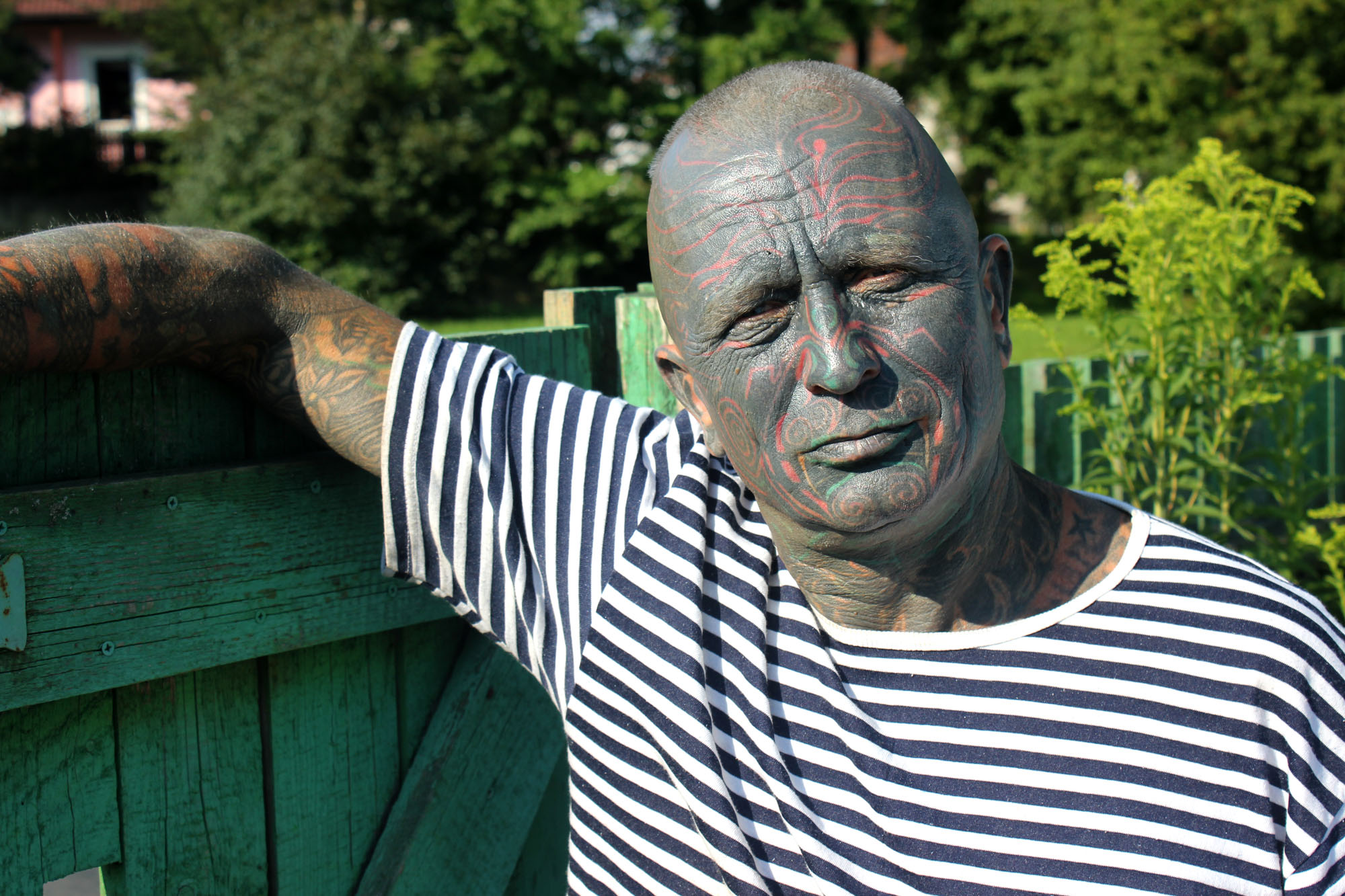
Vladimír Franz, 2012

V rámci moravské větve byl jeho praděd advokát v Kroměříži, který zakládal v tehdy německém Novém Jičíně první českou reálku a první české gymnázium a připravoval Valašsko jako volební obvod pro T. G. Masaryka při parlamentních volbách. Druhý praděd z této rodinné větve byl správcem rosického panství údajně jeho rodinu navštěvoval z Ostrovačic Vilém Mrštík a jedna z Franzových pratetiček se stala inspirací pro slečnu z pošty v Mrštíkově knize Pohádka máje. Prastrýc Karel Franz byl sanitní generál rakouské a posléze československé armády a osobní lékař Dvořákovy rodiny (údajně příležitostně hrával s Českým kvartetem), který se po roce 1918 stal profesorem na Karlově univerzitě. Franzův dědeček z této větve byl prvním českým inženýrem ve Vítkovicích.
Pokud jde o větev českou, Franzův pradědeček byl strojvůdce, Němec z Českého Krumlova, který se po svatbě přestěhoval do Plzně. Jeho žena pocházela z obce Březí u Žinkov, kde se podílela na založení výroby barvených hraček v nedalekém Skašově; jejím vnukem byl Jiří Trnka (Trnkova matka byla sestrou Franzova dědečka Otty). Druhý pradědeček byl kotlářem v plzeňské Škodovce a jeho bratrancem byl bývalý president ČSR Edvard Beneš.
Do dvou let svého věku bydlel Vladimír Franz s rodiči na Malé Straně, ve druhém patře rohového domu v Mostecké ulici s výhledem na Malostranské náměstí. Později se rodina přestěhovala do bytu na pražském Smíchově, kde zůstal žít i v dospělosti. V době vysokoškolských studií bydlel v Praze–Vysočanech.

### Vzdělání
Vladimír Franz absolvoval gymnázium v Praze-Košířích s přírodovědným zaměřením. Od té doby se datuje jeho hluboký a soustavný zájem o botaniku a mineralogii. V tomto věku se také intenzivně věnoval lehké atletice a gymnastice (cvičení na bradlech a hrazdě) a údajně získal i několik medailí z blíže nespecifikovaných „přeborů“. Po střední škole hodlal studovat hudební a výtvarnou kunsthistorii, ovšem proto, že se v daném roce studenti do prvního ročníku tohoto oboru nepřijímali, na většinu uměleckých škol se tehdy bylo možno dostat až po opakovaných pokusech a Franz navíc neměl bezchybné „kádrové zázemí“, volil mezi právnickou fakultou (a volným časem mezi zkouškovými obdobími) a studiem korejštiny.
V letech 1978–1982 studoval na Právnické fakultě University Karlovy a získal doktorát práv. Již během studií práv studoval soukromě malbu u Karla Součka a Andreje Bělocvětova (s jehož manželkou se seznámil, když pracoval jako uklízeč v Dětském domě), skladbu u Miroslava Raichla a Vladimíra Sommera, dějiny umění u Jaromíra Homolky a dějiny hudby u Jaromíra Kincla.

### Mimoumělecké profese

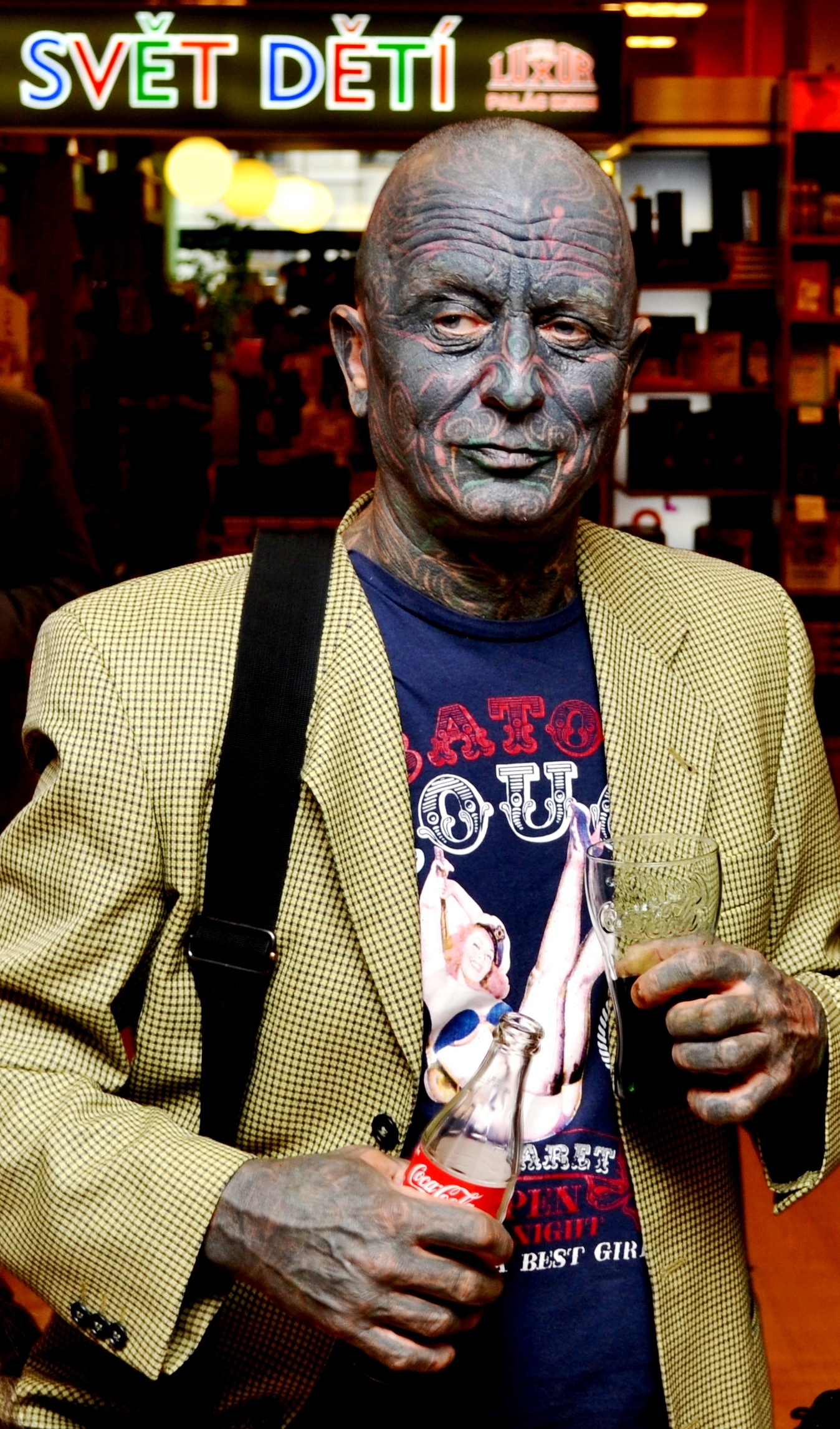
Vladimír Franz v Luxoru na Václavském náměstí, 2014

Vladimír Franz se nikdy nevěnoval právnické profesi, protože jej údajně v podmínkách totalitního práva nelákala. Rozhodl se věnovat umění, to ale bylo – podle jeho pozdějších slov – bez oficiálního vzdělání a stranické příslušnosti v tehdejších dobách složité. Proto po absolvování vysoké školy volil zaměstnání, která, podle něj, nezatížila mozek nesmysly, přitom mu umožnila být na zdravém vzduchu a současně se zabývat tím, co jej zajímalo nejvíc, tedy kontinuálně hudbou a malováním – jednalo se tedy téměř výhradně o dělnické profese, a podle Franze by z toho seznamu byl „docela dobrý kádrový posudek pro účast v disidentském hnutí“. V tomto období jezdil například se sypačem, se sanitkou, rouboval stromy, vykládal vagony, uklízel v obchodním domě Dětský dům, dělal referenta v knižním Avicenu. Současně se snažil ucházet o zaměstnání v nejrůznějších, jak s odstupem času říká, kvazikulturních institucích, které podle něj žádnou kulturu nevytvářejí, jako byla například Československá televize. Franz vzpomíná, že si z něj v těchto institucích dělali jen legraci, a že se pro něj jednalo o velmi pracné období, kdy byl bez razítka v občanském průkazu neustále „jednou nohou mimo zákon“.

### Vychovatelem na učilišti
Ve druhé polovině 80. let (od konce roku 1985) působil jako vychovatel na středním učilišti spojů, kde mimo jiné vedl zájmovou uměleckou činnost. Jak později uváděl, mimo jiné se zde snažil pozitivně působit na tzv. problémovou a sociálně neukotvenou mládež.

### Rodinný a osobní život
Partnerský vztah se spolužačkou Markétou, s níž se oženil, navázal na Právnické fakultě UK, kde se stala členkou jím spoluzaloženého divadelního souboru Kytka. Mají spolu dceru Kristýnu. Rozvedli se v roce 1997, údajně z důvodu oboustranného pracovního vytížení. Od roku 2001 je Franzovou partnerkou fotografka Ida Saudková, bývalá manželka Samuela Saudka a Jiřího X. Doležala.
Vladimír Franz vlastní třípokojový byt v Praze-Smíchově, který získal v rámci porozvodového majetkoprávního vypořádání; bývalý hostinec na Šumavě, který mu sloužil jako ateliér, připadl jeho bývalé ženě. V roce 2004 zakoupil zchátralou bývalou hospodu ve vesničce Dožice u Nepomuku, v níž si zřídil letní ateliér.

## Umělecká činnost

### Působiště
V letech 1981–1984 byl spoluzakladatelem, scénografem, výtvarníkem a skladatelem studentského autorského divadla Kytka, vzniklého roku 1980 na půdě Právnické fakulty UK. V rámci divadla Kytka vzniklo celkem šest her – Opera ještě nezemřela, Jídelní lístek, Tajemný listonoš, Jeníček a Mařenka, Harudel a Žába. Součástí ansámblu byla Franzova partnerka Markéta, básník, textař, dramatik, sociolog a učitel na Katedře politologie a sociologie Právnické fakulty v Praze Jan Kosek, dramatik, pedagog, budoucí ředitel Národního divadla a také ředitel agentury Dilia Jiří Srstka, a další bývalí studenti Právnické fakulty UK Petr Borka, Otokar Marek, Eliška Lachoutová či Jana Švenková. Po téměř třiceti letech byly v rámci 9. ročníku festivalu Opera 2009 provedeny v obnovené premiéře a v původním obsazení (nově v režii Petra Chmely) dvě hry divadla Kytka, Opera ještě nezemřela a Tajemný listonoš.
První profesionální umělecké angažmá získal v Divadle pracujících v Mostě, kam nastoupil jako korepetitor a autor hudby spolu se skupinou absolventů DAMU v čele s režisérem Zbyňkem Srbou.
V roce 1991 začal vyučovat na Divadelní fakultě Akademie múzických umění v Praze (první rok zde učil externě), kde založil Kabinet scénické hudby a hudebně-výtvarné interakce; přednášet začal rovněž na Filmové fakultě AMU. V březnu 2016 se stal členem katedry výtvarné kultury Univerzity J. E. Purkyně v Ústí nad Labem. V letech 1996–2000 stál v čele Akademického senátu AMU. V roce 1998 se stal docentem AMU v oboru dramaturgie se zaměřením na scénickou hudbu, a to za habilitační práci O hudbě scénické a uměleckou činnost. V říjnu 2004 byl jmenován profesorem AMU pro obor dramatická umění – dramaturgie činoherního divadla.
Jako pedagog působil i na brněnské Fakultě výtvarných umění Vysokého učení technického v Brně, a to přibližně v letech 2005–2007.

### Hudební tvorba
Svým rozsáhlým dílem na poli scénické hudby ovlivnil tvorbu představitelů nové generace české divadelní režie. Ve scénických skladbách uplatňuje principy vlastní teoretické koncepce autonomní role hudby, jakožto jedné z určujících složek dramatu; základy této koncepce popsal a vysvětlil ve své docentské práci „O hudbě scénické“, v přednášce „Incidental Music as a Dramatic Character“ (otištěno v časopise Theatre Design&Technology v létě 2000), v přednášce „The way of incidental music from the semantic sign to a dramatic character: Incidental music as a simultaneous dramaturgy“ (přednesené na kolokviu OISTAT „Theatre&Sound Colloquium“ v Londýně v červnu 2002), v přednášce „Hercules: The concept of a stage oratorio“ (prezentované v rámci Prague Quadrennial OISTAT Scenofest Sound v červnu 2003) a v profesorské přednášce „Hudební dramaturgie“ (únor 2004).

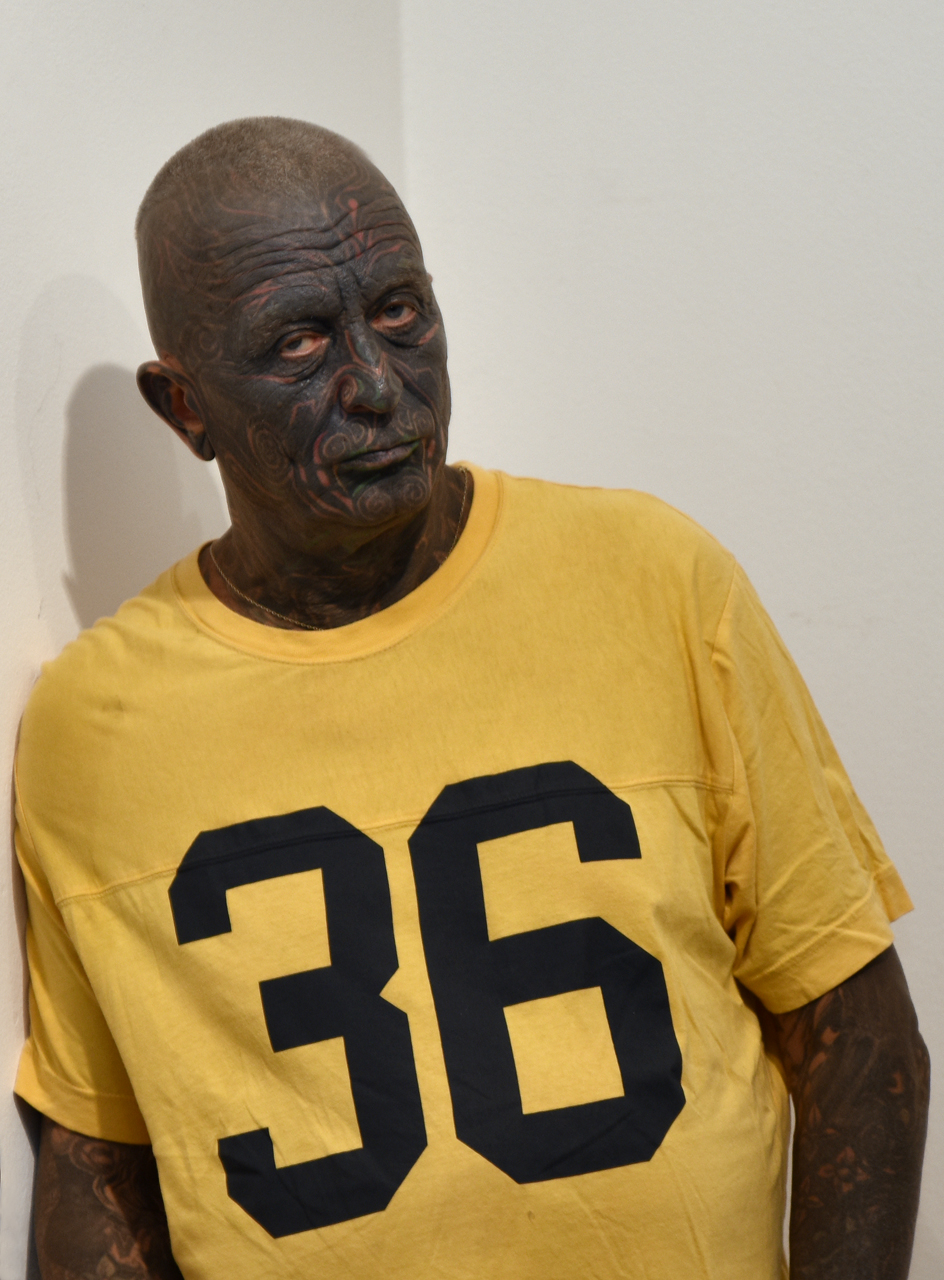
Vladimír Franz, 2019

Jako autor zkomponoval hudbu k více než 160 divadelním představením (některé z jeho scénických kompozic se dočkaly vydání na CD), scénická oratoria Júdit (režie Věra Herajtová, MD Zlín, 1999), Rút (r.Věra Herajtová, Západočeské divadlo, Cheb, 2000) a Hérakles (r. Miroslav Bambušek, Multiprostor Louny, 2002), hudbu k rozhlasovým hrám Hamlet (Český rozhlas, r.: Markéta Jahodová, 2001) a Bouře (Český rozhlas, r.: Markéta Jahodová, 2002), a k rozhlasovému mytologickému seriálu Jana Vedrala Achájové (Český rozhlas, r.: Aleš Vrzák, 2007), dále více než 150 písní a písniček, lidové suity Láska a smrt (premiéra v Praze v r.1985) a Masopust (premiéra v Praze v r. 1984), hudbu k performancím Stavba Babylónské věže (Ústí n/L, 1994) a Republika slaví narozeniny (Praha, 2006), hudbu k multimediálnímu projektu Ikarův vzestup (Most, 1995), komorní kantátu Křik strašidel (na text básně Jaroslava Seiferta) a kantátu pro smíšený sbor Tractatus Pacis (na texty návrhu mírové smlouvy Jiřího z Poděbrad a novozákonní Apokalypsy), hudbu k televizní inscenaci Dějinné události (r.: Jiří Pokorný), cyklu televizních povídek 3× s… Miroslavem Donutilem (O návratech), dokumentárním filmům Cesta do Šambhaly a Varga (r.: Z.Novotný), k celovečernímu hranému filmu Tomáše Vorla Kamenný most (vydáno na CD v r. 1996 a v r. 1997), jedné z povídek filmu Víta Olmera Waterloo po česku (2002), středometrážnímu hranému filmu Jakuba Hussara Skeletoni (prem. 2007), zpěvohru-muzikál Pokušení sv. Antonína (r. Petr Novotný, Divadlo Semafor, Praha, 2001), symfonickou předehru Měšťák šlechticem (prem. 2007), kapesní oratorium Mládenci v peci ohnivé (prem. v rámci hudebního festivalu Bohemia Cantat 2007), kapesní oratorium Prezidentská volba (prem. v rámci hudebního festivalu Bohemia Cantat 2014), symfonické básně Radobÿl a Morava, symfonické skladby Pražské divertimento (prem. 2016) a Rex tremende majestatis (prem. 2023) symfonii pro baryton, dětský hlas, sólo vypravěče, dětský a smíšený sbor, varhany a velký orchestr Písně o Samotách, oratorium Ludus Danielis, operu Ludus Danielis, operu Válka s mloky (Státní opera, 2013), operu-oratorium Údolí suchých kostí (prem. 2009), melodram Kámen a bolest (prem. 2025) a hudbu k baletu Zlatovláska (Národní divadlo, 2006).
Stal se také autorem varhanních Variací k poctě Jana IV. z Dražic (skladba provedena autorem samým u příležitosti odhalení pomníku – kašny Janovi z Dražic ak. soch. Stanislava Hanzíka v r. 1999), varhanních Variací k poctě sv. Jiří (provedeno při odhalení krucifixu ak.soch.St. Hanzíka na Řípu o Velikonocích 2000), varhanní Pocty hoře Vítkov (provedeno v rámci projektu „Act on Vítkov“ zrealizovaného Teatrem Novogo Fronta dne 11. 4. 2004 v Národním památníku na Vítkově), varhanních Variací k poctě sv. Václava (skladba provedena autorem samým u příležitosti vernisáže jeho výstavy v Lokti v březnu 2008), Variací k poctě sv. Jana Nepomuckého (skladba provedena autorem samým u příležitosti vernisáže jeho výstavy v Nepomuku v červnu 2008), Variací k putování sv. Vojtěcha (skladba provedena autorem samým u příležitosti vernisáže jeho výstavy ve Vrčeni v červnu 2009) a spoluautorem skladby Dialogy – variace pro varhany a bicí (druhým autorem je hráč na bicí nástroje Radek Němejc), provedenou již mnohokrát v různém obsazení v Čechách i zahraničí.
Zkomponoval hudbu k projektům Tryptych – Poesie Emila Juliše (provedeno v rámci festivalu Next Wave v Divadle Na zábradlí v říjnu 2000) a Srdce svého nejez/Tanec smrti – Dialogy s Karlem Šiktancem (poesii EJ a KŠ recitoval Miloš Mejzlík) a autorem cyklů Sbory z Krále Oidipa, Divadelní madrigaly a Zářící noc. Pro Jiřího Suchého a Jitku Molavcovou zkomponoval symfonické variace na téma písně Jiřího Šlitra Co jsem měl dnes k obědu. Složil také Slavnostní festivalovou introdukci pro Hudební festival Znojmo (premiéra v r. 2007).

#### Výběr ze scénické hudby
- Opera ještě nezemřela, režie Jan Kosek, divadlo Kytka, Praha, 1981
- Jídelní lístek, režie Jan Kosek, divadlo Kytka, Praha, 1981
- Tajemný listonoš, režie Jan Kosek, divadlo Kytka, Praha, 1981
- Král jelenem, režie Zbyněk Srba, Disk, Praha, 1985
- Filosofská historie, režie Zbyněk Srba, MD Most, 1986
- Cirkus Humberto, režie Zbyněk Srba, MD Most, 1987
- Nová komedyje o Libuši, režie Josef Henke, MD Most, 1987
- Lucerna, režie P. Pecháček, MD Most, 1987
- Babička, režie P. Pecháček, MD Most, 1988
- Hodina mezi psem a vlkem, režie Jakub Špalek, Divadlo v Řeznické (resp. Spolek Kašpar), Praha, 1989
- Ptačí hlava a srdce, r. Josef Henke, Divadlo v Dlouhé, Praha, 1989
- Lidé z maringotek, r. Zbyněk Srba, MD Most, 1990
- Její pastorkyňa, r. Jiří Pokorný, Disk, Praha, 1991
- Král jelenem, r. Zbyněk Srba, Divadlo ABC, Praha, 1992
- Cyrano, r. Jakub Špalek, Spolek Kašpar, Praha, 1992
- Idiot, r. O. Zajíc a L. Vymětal, Disk, Praha, 1994
- Procitnutí jara, r. Jiří Pokorný, Činoherní studio Ústí n/L, 1994
- Osm a půl (a půl), r. J. A. Pitínský, Městské divadlo Zlín, 1995
- Poslední šantán, r. Zbyněk Srba, MD Most, 1995
- Krvavá svatba, r. Z. Novotný, Disk, Praha, 1995
- Její pastorkyňa, r. J. A. Pitínský, MD Zlín, 1996
- Cymbelín, r. Ivan Balaďa, MD Zlín, 1996
- Krvavá svatba, r. V. Herajtová, MD Zlín, 1996
- Faust, r. Zbyněk Srba, Národní divadlo Brno, 1997
- Romeo a Julie, r. Karel Kříž, Labyrint, Praha, 1997
- Baladyna, r. P. Pecháček, Brno, 1997
- Kočičí hra, r. J. Deák, Ostrava, 1997
- Zkrocení zlé ženy, r. Michal Lang, Činoherní klub Praha, 1997
- Scény z manželského života, r. Karel Kříž, Vinohradské divadlo, Praha, 1998
- Bloudění, r. J. A. Pitínský, Národní divadlo Praha, 1998
- Pašije, r. Zbyněk Srba, Národní divadlo Praha, 1998
- Radůz a Mahulena, r. Michael Tarant, Městské divadlo Olomouc, 1998
- Mistr a Markétka, r. Sergej Fedotov, Klicperovo divadlo v Hradci
- Strakonický dudák, r. Miroslav Hruška, Disk, Praha, 1998
- Evžen Oněgin, r. Jaromír Janeček, MD Šumperk, 1999
- Královský hon na slunce, r. Juraj Deák, Vinohradské divadlo, Praha, 1999
- Lidumor, r. Dušan Pařízek, Vinohradské divadlo, Praha, 1999
- Ten, který dostává políčky, r. Michael Tarant, Městské divadlo Olomouc, 1999
- Jak se vám líbí, r. Michal Lang, Letní Shakespearovské slavnosti, Pražský hrad, 1999
- Maryša, r. J. A. Pitínský, Národní divadlo Praha, 1999
- Hráči, r. Sergej Fedotov, Divadlo bez zábradlí, Praha, 1999
- Gazdina roba, r. J. A. Pitínský, Slovácké divadlo, Uherské Hradiště, 2000
- Hamlet, r. Vladimír Morávek, Klicperovo divadlo v Hradci Králové, 2000
- Othello, r. Ivan Balaďa, Městské divadlo Zlín, 2000
- Nápadníci trůnu, r. Michael Tarant, Východočeské divadlo, Pardubice, 2000
- Úklady a láska, r. J. A. Pitínský, Divadlo Na zábradlí, Praha, 2000
- Ondina, r. Petr Svojtka, Divadlo F.X.Šaldy, Liberec, 2000
- Tramvaj do stanice Touha, r. Věra Herajtová, Národní divadlo moravsko-slezské, Ostrava, 2001
- Kráska a zvíře, r. Zbyněk Srba, Národní divadlo Brno, 2002
- Markéta Lazarová, r. J. A. Pitínský, Národní divadlo Praha, 2002
- Běsi, r. Hana Burešová, Divadlo v Dlouhé, Praha, 2002
- Vichřice, r. Věra Herajtová, Západočeské divadlo, Cheb, 2002
- Strýček Solený, r. Vladimír Morávek, Klicperovo divadlo, Hradec Králové, 2002
- Jak se vám líbí, r. Karel Kříž, Středočeské divadlo, Kladno, 2002
- Trojanky, r. Věra Herajtová, Západočeské divadlo, Cheb, 2003
- Don Carlos, infant španělský, r. Zbyněk Srba, Národní divadlo Brno, 2003
- Don Juan a Faust, r. Věra Herajtová, Národní divadlo moravskoslezské, Ostrava, 2003
- Povídky z vídeňského lesa, r. Arnošt Goldflam, Klicperovo divadlo, Hradec Králové, 2004
- Equus, r. Karel Kříž, Horácké divadlo, Jihlava, 2004
- Macbeth, r. Hana Burešová, Vinohradské divadlo, Praha, 2004
- Bouře, r. Peter Gábor, Západočeské divadlo, Cheb, 2005
- Věc Makropulos, r. Věra Herajtová, Západočeské divadlo, Cheb, 2005
- Znamení kříže, r. Hana Burešová, Městské divadlo, Brno, 2005
- Porta Apostolorum, r. Miroslav Bambušek, La Fabrica, Praha, 2005
- Terorismus, r. Peter Chmela, Disk, Praha, 2005
- Zločin a trest, r. Věra Herajtová, Národní divadlo moravskoslezské (Divadlo Antonína Dvořáka), 2006
- Kráska a zvíře, r. Jiří Šesták, Jihočeské divadlo, České Budějovice (otáčivé hlediště v Českém Krumlově), 2006
- Manon Lescaut, r. Zbyněk Srba, Národní divadlo, Brno, 2006
- Moliere, r. Sergej Fedotov, Divadlo v Dlouhé, Praha, 2006
- Amfitryon, r. Hana Burešová, Městské divadlo, Brno, 2006
- Marie Stuartovna, r. Jaromír Janeček, Divadlo Šumperk, 2006
- Médeia, r. Věra Herajtová, Divadlo F.X.Šaldy, Liberec, 2006
- Švanda Dudák, r. Zbyněk Srba, Mahenovo divadlo, Brno, 2006
- Bláznivá z Chaillot, r. Karel Kříž, Vinohradské divadlo, Praha, 2007
- Manon Lescaut, r. Michael Tarant, Divadlo F.X.Šaldy, Liberec, 2007
- Smrt Pavla I., r. Hana Burešová, Městské divadlo, Brno, 2007
- Babička, r. J. A. Pitínský, Národní divadlo, Praha, 2007
- Marketa Lazarova, r. Věra Herajtová, Horácké divadlo, Jihlava, 2008
- Paní Urbanová, r. Martin Františák, Klicperovo divadlo, Hradec Králové, 2008
- Radůz a Mahulena, r. Michael Tarant, Východočeské divadlo Pardubice, 2008
- Věc Makropulos, r. Věra Herajtová, Klicperovo divadlo, Hradec Králové, 2009
- Lékař své cti, r. Hana Burešová, Divadlo v Dlouhé, Praha, 2009
- Maryša, r. J. A. Pitínský, Slovenské národní divadlo, Bratislava, Slovenská republika, 2009
- Zdař Bůh!, r. Ewan McLaren, Důl Michal, Ostrava-Michálkovice, 2009
- Nebezpečné vztahy, r. Věra Herajtová, Klicperovo divadlo, Hradec Králové, 2010
- Radúz a Mahuliena, r. Peter Gábor, Komorné divadlo, Martin, Slovenská republika, 2010
- Nevěsta, r. Martin Františák, Divadlo Petra Bezruče, Ostrava, 2010
- Poslední chvíle lidstva (2. část), r. Thomas Zelinski, Divadlo Komedie, Praha, 2011
- Konec masupustu, r. J. A. Pitínský, Národní divadlo, Praha, 2011
- Sto roků samoty, Peter Gábor, Divadlo ABC, Praha, 2011
- Stavitel Solness, Michael Tarant, Moravské divadlo, Olomouc, 2012
- Vyučování Dony Margaridy, Karel Kříž, Pidivadlo VOŠH, Praha, 2012
- Buzní kříž, Miroslav Bambušek, MeetFactory, Praha, 2012
- Slečna Jairová, Hana Burešová, Divadlo v Dlouhé, Praha, 2013
- Smrtihlav, r. Peter Gábor, Národní divadlo Moravskoslezské, Ostrava, 2013
- Sen noci svatojánské, r. Peter Gábor, Národní divadlo Moravskoslezské, Ostrava, 2013
- Višňový sad, r. Michael Tarant, Městské divadlo, Olomouc, 2013
- Cesty energie - Ropa, r. Miroslav Bambušek, Automatické mlýny, Pardubice, 2013
- Hra snů, r. Zbyněk Srba, Horácké divadlo, Jihlava, 2017
- Čarodějky ze Salemu, r. Juraj Deák, Divadlo na Vinohradech, Praha, 2017
- Obraz Doriana Graye, r. Martina Kinská, Švandovo divadlo, Praha, 2018
- Dobrý konec všechno spraví, r. J. A. Pitínský, Letní shakesepearovské slavnosti, Pražský hrad, 2018
- Čarodějky ze Salemu, r. Juraj Deák, Divadlo na Vinohradech, Praha, 2019
- Kacířské eseje, r. Miroslav Bambušek, Studio hrdinů, Praha, 2020
- Zvěřinec, r. Miroslav Bambušek, Studio hrdinů, Praha, 2023
- Obděnický farář Ladislav Hlad (scénický divadelní dokument), r. Miroslav Bambušek, Obděnice, 2024
- Manon Lescaut, r. Zbyněk Srba, Městské divadlo, Most, 2024

### Diskografie
- Kamenný most – 1996, druhé vydání 1997 – hudební komentář ke stejnojmennému celovečernímu filmu Tomáše Vorla
- Faust – 1998 – suita z hudby ke stejnojmenné inscenaci Zbyňka Srby
- Cirkus Humberto – 1998 – scénická hudba k adaptacím české klasiky v režii Zbyňka Srby (spolu s Rokem na vsi Vlasty Redla a Lucernou Martina Dohnala)
- Júdit, Tractatus Pacis – 1999 – suita z hudby ke stejnojmennému scénickému oratoriu Rostislava Křivánka (v režii Věry Herajtové)
- Vladimír Franz pro Národní divadlo – 1999 – suity ze scénických hudeb k představením Bloudění, Pašije a Maryša
- Gazdina roba – 2000 sestřih studiového záznamu stejnojmenné inscenace J. A. Pitínského
- Rút – 2001 – suita z hudby ke stejnojmennému scénickému oratoriu Rostislava Křivánka (v režii Věry Herajtové)
- Kruhy do ledu – 2002 – suita-kantáta z hudby k inscenaci pražského Národního divadla Markéta Lazarová
- Ha-Hamlet !!! (Shakespearovská svita) – 2005 – suita ze scénických skladeb k shakespearovským představením
- Triptych: Smrt Pavla I, Amfitryon, Znamení kříže – 2007 – tři suity ze scénických skladeb k inscenacím Městského divadla v Brně
- Skeletoni – 2007 – hudba ze stejnojmenného středometrážního filmu Jakuba Hussara
- SEMAFOR: léta 1989 - 2015 – 2018 – Komplet 11 CD obsahuje i sedm písní z představení Pokušení sv. Antonína, k němuž složil hudbu Vladimír Franz.

### Hudební ocenění
Cenu Nadace Alfréda Radoka v kategorii „nejlepší hudba“ získal šestkrát, a to v letech:
- 1998 – za scénickou hudbu k divadelní hře Bloudění (Durych), režie J. A. Pitínský, Národní divadlo
- 2000 – za scénickou hudbu k divadelní hře Hamlet (Shakespeare), režie V. Morávek, Klicperovo divadlo Hradec Králové
- 2002 – za scénickou hudbu k divadelní hře Markéta Lazarová (Vančura), režie J. A. Pitínský, Národní divadlo
- 2005 – za scénickou hudbu k divadelní hře Znamení kříže (Calderón de la Barca), režie Hana Burešová, Městské divadlo Brno
- 2006 – za scénickou hudbu k divadelní hře Amfitryon (Moliére), režie Hana Burešová, Městské divadlo Brno
- 2007 – za scénickou hudbu k divadelní hře Smrt Pavla I., Městské divadlo Brno

Kromě toho byl na tuto cenu sedmkrát nominován: v roce 1997 (kategorie „scénická hudba“ ještě neexistovala, nominován byl proto za hudbu k představení Faust v brněnském Národním divadle v kategorii „jiný umělecký výkon“), dvakrát v roce 1999 (za hudbu k představení Júdit v Městském divadle Zlín a Maryša v pražském Národním divadle), v roce 2001 (za zpěvohru Pokušení sv. Antonína v Divadle Semafor), v roce 2002 (za hudbu k představení Běsi v pražském Divadle v Dlouhé), v roce 2004 (za hudbu k představení Macbeth v pražském Divadle na Vinohradech) a v roce 2013 (za hudbu k opeře Válka s mloky v pražském Národním divadle).
Cenu Divadelních novin v kategorii „hudební divadlo“ získal v roce 2002 společně s Jiřím Suchým za zpěvohru Pokušení sv. Antonína. V roce 2009 byl na tuto cenu nominován za operu-oratorium Údolí suchých kostí.
V roce 2011 získal výroční cenu Ochranného svazu autorského v kategorii „Vážná skladba roku“ za symfonickou báseň Radobÿl.

### Výtvarná tvorba

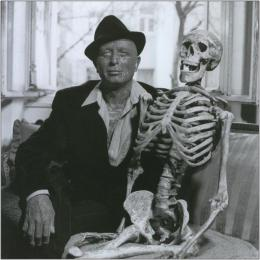
Vladimír Franz s kostrou

Podle vlastního vyjádření začal cíleně malovat přibližně v deseti až dvanácti letech, a to s velkou intenzitou; jeho prvním rádcem a učitelem byl zřejmě dědeček Otto, milovník umění a amatérský výtvarník. Prvním vlastním výtvarným dílem, které osobně považoval za důležité, byl červenočerný obraz ukřižovaného šaška bez tváře s názvem Zlá doba, jímž reagoval na husákovskou realitu a který namaloval ve třinácti, podle jiného zdroje ve čtrnácti či patnácti letech. V roce 1975, ve svých šestnácti letech, měl první výstavu, a to v pražské Galerii Futurum.
Základními tématy jeho výtvarného díla je jednak ambivalentnost vztahu člověka k přírodě, pomíjivost lidských zásahů do krajiny a postupné mizení jeho stop v nemilosrdně obrodivém kontextu elementární přírodní energie, a také reflexe mnohých modelů dnešního sociálního chování a jejich usvědčování ze směšnosti a pokrytectví.
Zatímco přibližně do roku 2004, kdy ve svém letním šumavském ateliéru tvořil básnivé expresivně lyrické obrazy plné archetypálních znaků a splynutí se zemí a její pamětí, reflektující téměř výhradně okolní přírodu (obrazové cykly Studně, Slunečnice, Znamení zóny či Variace o portrétu Antona Brucknera), začal se poté ve výtvarné tvorbě dotýkat věcí a jevů společenských. Namísto lyriky se v jeho obrazech objevilo přímé nazývání věcí, jasná předmětnost, silná angažovanost a nelhostejnost k negativním jevům, které všechny obklopují. Komentoval kýče a šmé v politice a filozofii, ironizoval, satirizoval. Jeho ironie byla přitom vždycky i sebeironií, neboť schopnost a ochota udělat si legraci sám ze sebe se pro něj stala důležitá. Podle kunsthistorika Vladimíra Drápala se Franz vzhledem ke své nekompromisnosti a schopnosti vyjadřovat se bez zábran „stává burcujícím glosátorem současného stavu, nemilosrdným kritikem reality, zbavené vší naivity a vyumělkovaných příkras, který poukazuje na akcelerující civilizační autodestrukci. Pozoruje nás prizmatem apokalypsy, jejíž součástí se chtě nechtě každý z nás stal.“
Svá plátna zaplňuje podle Vladimíra Drápala zjeveními jakoby z jiné kosmické dimenze: „V obrazech najdeme zasněžené muchomůrky a vedle nich Ježíška, pomalu umrzajícího ve fialově nevlídném lednovém lese – co ostatně také s Ježíškem po Vánocích? Modré králíky a nebe plné psů, kočku sledující televizní obrazovku, umístěnou na vrcholu totemu z prasečích hlav. Obřího Disneyho myšáka, večeřícího rozteklý dort, který je obklopen dvanácti ženskými přirozeními, symbolizujícími dvanáct apoštolů a navozujícími téma Poslední večeře, ve skutečnosti je to však jednoznačný příměr falše, kdy kosočtverec Jidáš pronáší slovo Bůh, zatímco ostatní vagíny se překřikují slovy jako Láska, Svědomí, Řád, Tolerance a dalšími, dnes už zcela vyprázdněnými symboly, sakrální témata jsou destabilizována prvky Matějské poutě a Coca-Coly. Razantní, fyzickou malbou se stává Vladimír Franz solitérem v zobrazování klipovitosti doby a zvrácenosti lidské říše; i proto na jeho obrazech hovoří zásadně zvířata či věci, jejichž hlas je zřejmě naléhavější.“
Chce-li se podle Franze hudebník nebo malíř nazývat umělcem, musí mít především názor. Používá komiks i kýčovité koláže a většina obrazů přitom podle České televize vypadá, jako by ještě potřebovaly domalovat. Franz to zdůvodnil odkazem na výrok Pabla Picassa: „Dokončený obraz je mrtvý. Nedokončený je nebezpečný.“ Významný vliv na Franzovu výtvarnou tvorbu měl od 80. let 20. století jeho učitel a přítel, a až do svého úmrtí v roce 1997, prakticky ignorovaný český malíř Andrej Bělocvětov; Franz věnoval propagaci a kunsthistorickému zhodnocení jeho díla mnoho energie. Vladimír Franz prezentoval svá díla na více než 75 samostatných výstavách a zúčastnil 55 kolektivních přehlídek, výstav a soutěží (v 70. a 80. letech zpravidla neoficiálních) v Praze, Brně, Bratislavě, Sušici, Nymburku, Dobříši, Kolíně, Valticích atd. Jeho díla jsou zastoupena v galeriích a soukromých sbírkách v České republice, Velké Británii, Francii, Holandsku, Belgii, Švédsku a Novém Zélandu. Ilustroval i román Rostislava Křivánka Země strašidel (nakladatelství Barrister & Principal, 2009).

#### Výběr ze samostatných výstav
- Obrazy, kresby; Praha, Galerie Futurum, 1975
- Obrazy, kresby; Klatovy, Galerie Klatovy,1985
- Obrazy; New York, Stuart Lewy Gallery, Spojené státy, 1990
- Obrazy; Lulea, Divadlo, Švédsko, 1990
- Přípravné období; Praha, Galerie ÚLUV, 1991
- Obrazy; Most, Státní galerie výtvarného umění, 1995
- Obrazy; Ústí nad Labem, Galerie Emila Filly, 1995
- Znamení zóny; Praha, Lichtenštejnský palác, 1997
- Znamení zóny; Rychnov n/Kn, Orlická galerie, 1998
- Variace o portrétu Antona Brucknera; Praha, Galerie Atrium, 1998
- Obrazy; Hodonín, Galerie výtvarného umění, 2000
- Znamení zóny (Im Zeichen der Zone); Berlin, Pussy Galore Art Gallery, 2001
- K horám, k lesům; Čáslav, Městské muzeum, 2002
- Suvenýr (akvarely); Olomouc, Galerie Primavesi, 2004
- Líbánky na Hané; Kroměříž, Muzeum Kroměřížska, 2004
- Podzim v Louvre; Praha, Galerie Louvre, 2004
- Grotesky; Ostrava, Výstavní síň Sokolská 26, 2005
- Doteky krajiny; Zámek Chropyně, Muzeum Kroměřížska, 2006
- V nový život; Praha, Art Factory, 2006 (společně s. I.Saudkovou)
- Cestovní deníky; Osek, Osecký klášter – galerie, 2007
- Madona nesená mravenci; Škrle, kostel Sv. Jakuba Většího, 2008
- Písně potulného tovaryše (akvarely); Jihlava, Dům Gustava Mahlera, 2008
- Vánoce na Psí řece aneb Něco k snědku; Chomutov, Špejchar, 2008
- Caprichos 009; Karlovy Vary, Karlovarské krajské muzeum, 2009 (oficiální doprovodná akce 44. ročníku Mezinárodního filmového festivalu v Karlových Varech)
- Caprichos 009 (Obrazy 2004–2008); Vrčeň, Galerie Stodola, 2009
- Caprichos 009; Praha, Nostický palác (Ministerstvo kultury), 2009
- Doba osvitu; Kolín, Galerie v zahradě, 2011
- Doba osvitu; Příbram, Galerie Františka Drtikola, 2011
- Vladimír Franz: Obrazy 2013; Čáslav, Dusíkovo divadlo, 2013
- Můj dům, můj hrad; Brno, jižní křídlo hradu Špilberk a barokní kaple, 2013 (společně s I. Saudkovou)
- Start; Moravský Krumlov, zámek, 2014 (společně s I. Saudkovou)
- Akvarely; Olomouc, Galerie Primavesi, 2014
- Oběd hrdiny; Kroměříž, Galerie v podloubí, 2014
- Obrazy; Planá u Mariánských Lázní, Galerie Ve věži, 2014
- Introverze; Domažlice, Galerie DORKA, 2014
- My Melody; Prácheňské muzeum, Písek, 2015
- Pravý břeh; Adolf Loos Apartment and Gallery (malý sál Mánesa), Praha, 2015
- Cena za něžnost; Galerie Špejchar, Chomutov, 2016
- Akvarely; Klášter Želiv, 2016
- Instantes de Luz; Galería Tonalli del Centro Cultural Ollin, Mexiko, 2016
- Cestovní deníky; Dusíkovo divadlo, Čáslav, 2016
- Deníky (akvarely); Louny, Vrchlické divadlo, 2018
- Výstava obrazů Vladimíra Franze; Dům Českého Švýcarska, Krásná Lípa, 2018
- My Way - dvojvýstava Vladimíra Franze a Idy Saudkové'; galerie U Radnice a Galerie 140, Tábor, 2018
- Má vlast, Galerie Zlatý Klenot, Chomutov, 2019
- V srdci Evropy - Cykly, Galerie Mariánská, České Budějovice, 2019
- Krajina dotýkaná, výstavní síň v Zámku pánů z Říčan, Pelhřimov, 2020
- Ráj srdce - krajina dotýkaná; Zahradní dům, Městská galerie v Teplicích, 2022
- Adahraz; galerie Toyen, Praha 3, 2022
- Dotýkání; LOVO Galerie, Lovosice, 2023
- Interakce aneb Dotýkat se hvězd (s Patrikem Rutkovským); FABRIKA 1861, Semily, 2023
- Píseň o zemi; Egon Schiele Art Centrum, Český Krumlov, 2024
- Vzývání a osudy (s Patrikem Rutkovským); Galerie Ambrož, Sbor kněze Ambrože, Hradec Králové, 2024

## Tetování a piercing

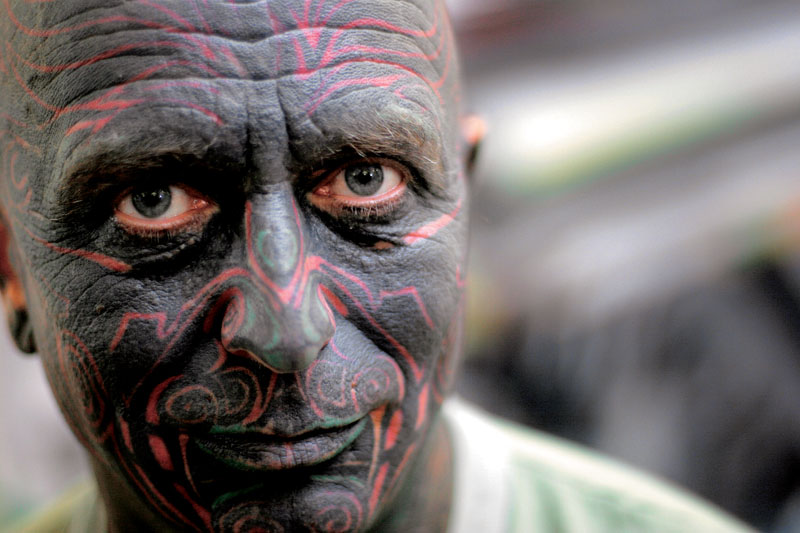
Vladimír Franz

Vladimír Franz má potetovanou přibližně polovinu těla, a to včetně ušních boltců, očních víček či rtů. Po určité období byl znám také hojným piercingem.

## Kniha rozhovorů
V září 2004 vydalo nakladatelství Orpheus knihu Vladimír Franz: Rozhovory překladatele, filosofa a kunsthistorika Petra Kurky (zemřel při autonehodě v dubnu 2006). Kniha je členěna na kapitoly o hudbě, výtvarném umění a divadle, obsahuje rozsáhlou barevnou přílohu a tehdy kompletní soupis Franzova díla; součástí knihy je i podrobný rejstřík. (Poznámka: Kniha měla být první z připravované edice rozhovorů nakladatelství Orfeus; poté, co Petr Kurka zemřel uprostřed práce na knize rozhovorů se sochařem Stanislavem Hanzíkem, nakladatelství zaniklo a část jeho programu převzalo nakladatelství Casablanca.)

## Má vlast
V květnu 2018 vydalo nakladatelství Novela bohemica knihu Vladimír Franz: Má vlast obsahující pečlivě sestavený soubor jeho tematicky rozmanitých textů, pocházejících zejména z předchozích deseti let a vytvořených při různých příležitostech a pro různá média – fejetony, úvahy, medailony, grotesky či básně v próze i verších a také několik rozhovorů a obsáhlý soupis dosavadního autorova uměleckého díla. Součástí knihy se stalo několik desítek reprodukcí autorových výtvarných prací akcentujících zejména jeho malířskou tvorbu předchozích deseti let. Kniha byla poprvé veřejně prezentována v rámci 24. mezinárodního knižního veletrhu a literárního festivalu Svět knihy 2018.

## Aktivita v rámci hnutí skinheads
Začátkem 90. let dvacátého století se podle některých médií a dokumentů účastnil vznikající skinheadské subkultury, které se údajně snažil dodat určitý filozofický a morální rozměr. Tento záměr, který se snažil realizovat s tehdy začínajícím novinářem, psychologem Jiřím X. Doležalem, se mu nezdařil a nad následky svého počínání údajně ztratil kontrolu; podle svědectví J. X. Doležala byli spolu s Franzem opakovaně od skinheadů v daném období zbiti. Podle J. X. Doležala se Franz společně s ním pokoušel stát ideovým vůdcem českých skinů a naučit je Dobru, ale nikdy se mu to nepovedlo. Aspiroval na ideologa proto, že chtěl skiny zklidnit a deproblematizovat, avšak neměl podle Doležala ani nejmenší sympatie k nacismu a neonacismu. Doležal uvedl, že společně s Franzem vypracovali koncept, podle kterého skinheadi měli být přijímáni do ministerstvem vnitra řízených oddílů domobrany, kde by se naučili pořádku, správným stravovacím návykům, úctě k právu, jenomže po vystřízlivění oba došli k názoru, že skini jsou nesocializovatelní sociopati, se kterými „nejde dělat nic jiného, než je pozavírat.“
Dne 1. května 1990 Franz vystoupil na koncertu hudebních skupin Orlík a Braník v hotelu Tichý (dnes hotel Ariston) v Praze na Žižkově s projevem, v němž oznámil dřívější vznik názvu Nová česká jednota, k němuž mělo dojít v klubu Na Chmelnici nejspíše v prosinci 1989, vyzval přítomné, aby ze svého středu vybrali organizačně zdatné jedince a svolal první sraz jednoty, což zakončil zvoláním Oi!, zároveň oznámil, že vyšlo první číslo skinheadského časopisu (zinu) Čech. Záznam projevu i celého koncertu byly dostupné na internetu. Franzova fotografie se stala motivem titulní strany prvního čísla časopisu (zinu) Čech. Při rozhovoru s redaktorkou časopisu Vlasty Marií Homolkovou v roce 1990 Franz sice tvrdil, že není typický skinhead, ale dostavil se s vlasy ostříhanými na milimetr, ve vysokých botách a v maskáčích. Vznik skinheadské subkultury vysvětloval jako sociálně logickou reakci civilizované společnost proti agresivnímu pronikání primitivnější kultury lidí, kteří mentalitou a temperamentem nejsou schopní přijmout místní pravidla soužití, jako svépomoc lidí tam, kde stát nestačí zajistit klid. K situaci kolem undergroundové mládeže prý tehdy prohlásil: „Považoval bych za prozíravé, kdyby prezident Havel ke svému rozsáhlému poradenskému aparátu přibral poradce pro undergroundovou mládež. Člověka, který se tam dole pohybuje, a ví, jak to tam vypadá. Případně tuší, jak a kam odvést energii, která dneska končí v alkoholu, nudě a rvačkách. Situace je příliš vážná na to, aby jí vyřešila policie a zákazy.“ Od vlny útoků na Romy a Vietnamce se podle článku v časopise Vlasta distancoval: „Nejsme ti, kdo tyhle bitky vyvolávají, aspoň ne většina z nás. Nechceme násilí za každou cenu. Člověk by jen měl umět zdravě si prosadit to, co chce.“
Začátkem srpna 2012 Franz pro Lidové noviny prohlásil: „Nikdy jsem se jako skinhead necítil a necítím se jím být ani dnes“. Rovněž pro magazín MF Dnes popřel, že by někdy sympatizoval se skinheadským hnutím. Informace o jeho příslušnosti ke skinheadskému hnutí byla údajně v roce 1990 rozšířena ze msty kvůli tomu, že jakýsi grafik nedodal včas návrh plakátu pro koncert a Franz zadal práci jinému grafikovi, pomlouvačný článek v Mladém světě vyšel bezprostředně poté. K tomu, že prý založil organizaci Nová skinheadská jednota a časopis Čech a v něm měl vymezit základní pravidla pro skinheady, se v roce 2012 vyjádřil se smíchem: „To jsem se dočetl i v jedné knížce. Strašně rád bych tu organizaci i časopis viděl.“ Dále tvrdil, že „tato tendence“ mezi mládeží tehdy ještě naprosto nesouvisela s tím nepříjemným, s čím je ta scéna spojována dnes, a nebylo to nacisticky orientováno. Odborník na extremismus Miroslav Mareš oponoval, že tehdejší scéna byla z kriminálního pohledu naopak nebezpečnější než ta dnešní a počet jimi spáchaných rasových vražd byl mnohem vyšší, i když nebyli tak ideově vybavení, jako jsou dnes někteří neonacisté dnes.
Docházení na koncerty Orlíku Franz přiznal, ale uvedl k tomu, že Daniel Landa ho zajímal nikoliv jako zpěvák své skupiny, ale jako člověk, který měl možnost vypracovat se na poměrně slušného šansoniéra. V roce 2012 prohlásil, že texty Orlíku považoval za slabomyslné a dodal, že navštívil asi dvě zkoušky a asi tři koncerty, což potvrdil i David Matásek, podle nějž Franz na zkouškách seděl „takový tichý, mírně neurotický, ale s obrovským potenciálem“.

## Prezidentská kandidatura

### Kampaň
Dne 30. července 2012 oznámil, že bude kandidovat v přímé volbě do funkce prezidenta České republiky. Stalo se tak v reakci na facebookovou iniciativu Vladimír Franz prezidentem, která vznikla bez Franzova vědomí a zpočátku vypadala jako recese. Výzvu přijal, začal sbírat podpisy potřebné ke kandidatuře a prohlásil, že je ochotný se tomu věnovat naplno a se vší vážností. Že by přijal nabídku kandidovat na prezidenta, odpověděl na dotaz z legrace už v roce 2005. Kandidaturu v roce 2012 prohlašoval za vážně míněnou.
Kampaň vedl výhradně přes internetové sociální sítě. Dne 9. srpna 2012 spustila iniciativa Vladimír Franz prezidentem (VFP) předvolební web, na kterém byly zároveň zveřejněny základní údaje o Franzovi, jeho životopis a názory a text prohlášení, jak by Franz nakládal s jednotlivými prezidentskými pravomocemi a jak vidí úlohu prezidenta ve společnosti.
Na tiskové konferenci koncem srpna 2012 podepsal petice podporující kandidatury několika kandidátů, které považoval za demokratické, aby tak napomohl rovným šancím v prezidentské volbě. Podpořil podle Novinek.cz téměř všechny uchazeče, mezi nimi například Slávka Popelku, Ladislava Jakla, Janu Bobošíkovou či Kláru Samkovou. Odmítl podpořit kandidaturu antikomunisty Petra Cibulky, předsedy DSSS Tomáše Vandase a vědmy, kartářky a léčitelky Jany Lysoňkové, o kterých řekl, že s nimi nechce mít nic společného. Gesto podpory více kandidátů ocenil například sociolog Jan Hartl ze společnosti STEM, podle nějž Franzova podpora ostatních kandidátů odpovídá smyslu zákona a je výrazem demokratického smýšlení, zatímco politici prý kvůli své hlouposti nedokázali veřejnosti, že podpis na petiční listině ještě neznamená automaticky volbu daného kandidáta. Jan Herzmann ze společnosti PPM Factum označil Franzův postup za chytrý marketingový tah, který je však určen především politicky zainteresovaným intelektuálům.
Organizátoři kampaně vydávali magazín Franzin a objížděli republiku v limuzíně Air Franz One, jejíž název parafrázuje volací znak Air Force One letounu s prezidentem USA i název letecké společnosti Air France. Slovně jej podpořili například zpěvák a tanečník Ondřej Havelka, spisovatel Miloš Urban, režisér Jan Hřebejk. Finančně jej podpořili zejména drobní dárci, nejvíce (20 tisíc Kč) dal Václav Dejcmar, sám Franz na svou podporu přispěl 10 tisíci Kč, do 19. prosince došlo na volební účet asi 285 tisíc Kč.

### Reakce na kandidaturu
Zahraniční média se pozastavila zejména nad jeho netradičním zjevem, jaký považovala u studovaného člověka za kuriozitu. Polský server tokfm.pl si položil otázku, zda kandidatura není provokací nebo marketingovým podvodem podobně jako Český sen.

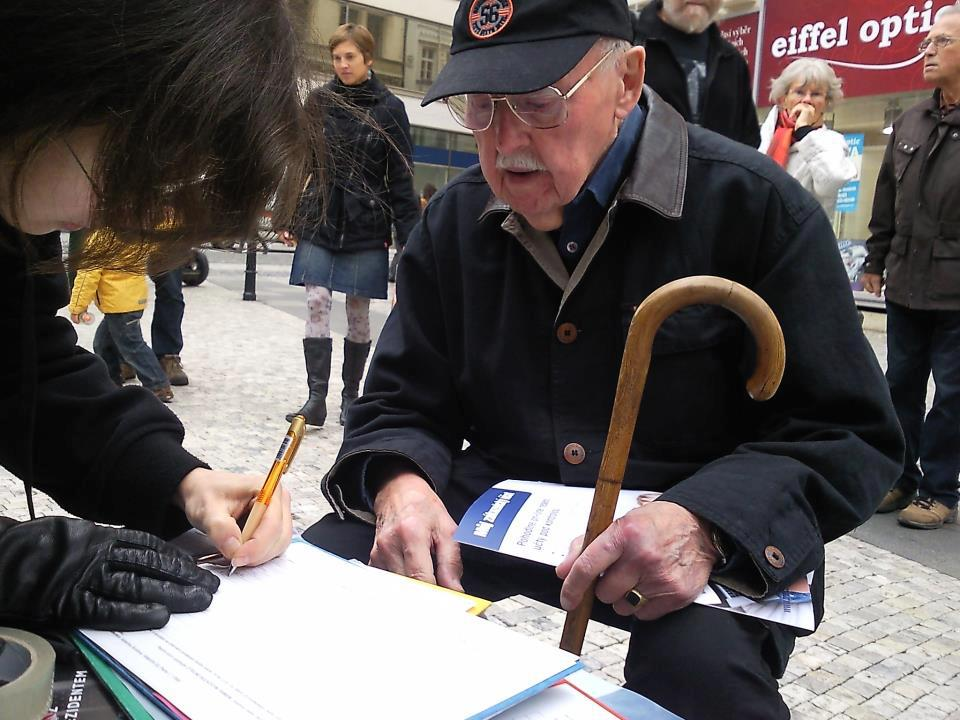
Lubomír Lipský připojuje podpis pod petici

Blog Automotive 9. srpna 2012 zveřejnil 10 důvodů pro zvolení (například spontánnost iniciativy za zvolení, vzhled a postoje demonstrující toleranci k odlišnosti, právnické vzdělání, odstup od politiky, nezávislost na silových uskupeních a politických lobby, zkušenosti s bulvárem a odolnost proti němu, pochopení pro situaci ve společnosti, nabídka alternativních řešení a odmítání korupce a extremismu, renesanční propojení sfér společnosti – zvládnutí umělecké formy i právnické hantýrky, životní úspěšnost a tím i hmotná nezávislost, možnost změny, „čerstvého větru“ k vymetení politických chlévů od přetvářky a klamu. Třináct důvodů, proč bude Franz prezidentem, zveřejnil 26. listopadu 2012 internetový magazín iHub a další média – mezi novými důvody zde bylo například, že vládne internetu a Facebooku či že je a musí být inteligentní a že za komunistů pracoval raději i manuálně, než by podporoval něco, co nepovažoval za správné, a že nápadná odlišnost přispěje k propagaci země.
Jiří X. Doležal 30. prosince 2012 zveřejnil v Reflexu článek, podle nějž Vladimír Franz získal jedinečnou možnost v pozici zúčastněného pozorovatele nastavit celé prezidentské kampani zrcadlo, ukázat prázdnotu hesel, dutost slibů a trapnost sebepodbízení ostatních kandidátů. Avšak tím, že po své registraci vzal svou kandidaturu vážně a pokoušel se vystupovat jako politik a v televizním pořadu Hyde Park se projevil jako karikatura politika, až groteskní ztělesnění politického diletantismu, amatérismu, neinformovanosti a nepochopení, ničil i svůj desetiletí budovaný kredit solidního skladatele a profesora.

### Šance podle průzkumů
V předvolebních anketních průzkumech, uvádějících většinou kolem deseti nejnadějnějších kandidátů, se až do počátku září 2012 vůbec neobjevoval, v průzkumu PPM Factum za 6.–16. září 2012 se objevil s 6,6 % rovnou na 4. místě a v dalších měsících získal 4,5 % (6.–8. místo) a 5,6 % (7. místo). V průzkumech agentury Median získal v srpnu i v září 1,5 % a v říjnu 3 %. V průzkumu agentury Sanep získal v srpnu 2012 2,6 %.
Dne 8. srpna 2012 portál iHNed.cz napsal, že v počtu facebookových příznivců byl Franz druhý z deseti kandidátů a prvního Karla Schwarzenberga rychle doháněl, obdobně referoval v srpnu i deník Blesk.
V anketě webu Blesk.cz, jíž se účastnilo téměř 70 000 hlasujících, se 11. srpna 2012 se objevil s 13 % na třetím místě za Janem Fischerem a Milošem Zemanem. V dvoukolové anketě internetové verze týdeníku Reflex ve dnech 6. a 7. listopadu 2011 získal v prvním kole 35 % z celkových 7416 hlasů, následoval jej Karel Schwarzenberg s 30 %. Ve druhém kole získal 7720 hlasů, tedy 68 % z více než 11 tisíc. V anketě portálu iDNES.cz se 14. listopadu 2012 umístil na prvním místě a získal 16725 (26,1 %) z 64031 hlasů, následoval ho Karel Schwarzenberg s 16,3 % a společně postoupili do druhého kola ankety. Ve druhém kole ankety 18. listopadu 2012 zvítězil s 55,7 % (18 895) hlasů nad Karlem Schwarzenbergem. V takzvaných studentských volbách, které se ve dnech 11. a 12. prosince 2012 konaly v rámci výchovy k občanství a v rámci programu Jeden svět organizace Člověk v tísni na 400 středních školách, které se k projektu připojily, a zúčastnilo se jich 61 499 studentů starších 15 let, se umístil s 40,7 % hlasů na prvním místě, s velkým odstupem jej následovali Jan Fischer (19,4 %) a Karel Schwarzenberg (14,6 %).

### Program
V prohlášení na stránce své volební kampaně zdůraznil, že má být prezident jednotícím prvkem české politiky i společnosti a není a ani nemůže být autorem a nositelem nějaké vlastní a na výkonné moci zcela nezávislé hospodářské, sociální, zdravotní, environmentální, natož zahraniční politiky. Má podporovat iniciativy směřující ke zlepšení života a odmítat negativní jevy. Důraz kladl na vzdělanost, kulturnost a toleranci, zodpovědnost lidí, lidský rozměr funkce prezidenta, dobrou vůli a pozitivní myšlení.

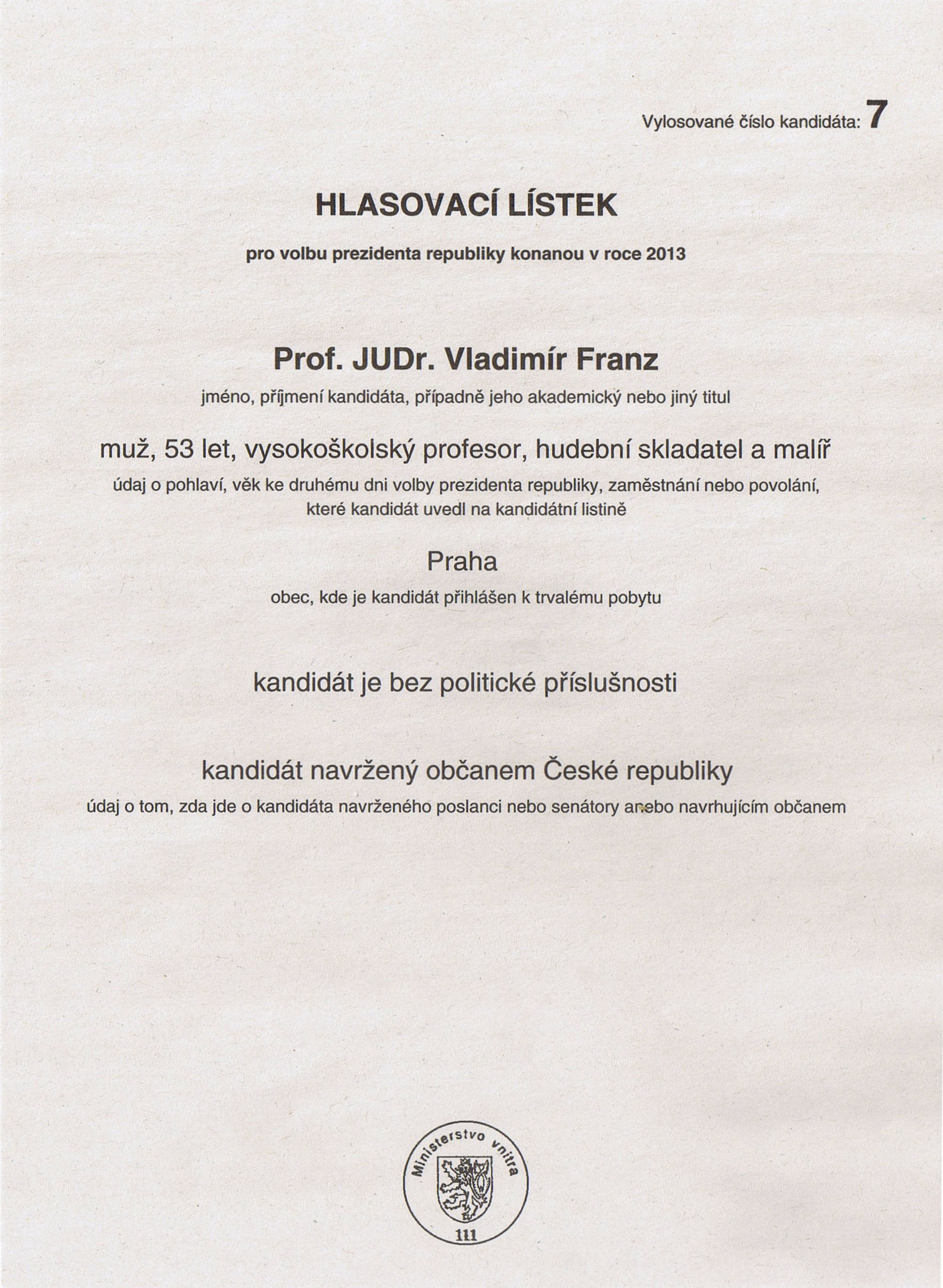
Hlasovací lístek Vladimíra Franze v prezidentských volbách 2013, v nichž měl jako kandidát č. 7

Na počátku prezidentské kampaně vyjádřil názor, že se nebezpečí pravicového extrémismu a populismu děsí více, než současné KSČM.
Na začátku srpna 2012 se krátce po ohlášení své prezidentské kandidatury na chatu TN.cz televize Nova vyjádřil k řadě otázek. Jeho první zahraniční cesta v případě zvolení by asi byla tradičně na Slovensko, v Česku k hrobům Tomáše Garrigue Masaryka a Václava Havla. Ke státní hymně by rád připojoval Svatováclavský chorál. S angažovaností komunistické strany ve vládě by měl jako demokrat a humanista velký problém, ale více se prý bojí pravicového extremismu a populismu. Koncem listopadu 2012 (po úspěchu KSČM v krajských volbách) při debatě prezidentských kandidátů, kterou uspořádali Mladí konzervativci na Vysoké škole ekonomické v Praze, řekl, že jedním z důvodů marasmu a blbé nálady společnosti je, že nedokázala jasně odsoudit komunismus a nevypořádala se s ním podobně, jako Norimberský proces s nacismem. Začátkem prosince 2012 pro televizi Pětka uvedl, že ideologie komunistů je sice krásná, nicméně z historického hlediska se nikde neosvědčila. Vládu s komunisty by jako prezident kvůli respektu k výsledku svobodných voleb sice jmenoval, ale se zaťatými zuby. Na konkrétní politické otázky často odpovídá, že by se jako prezident zeptal odborníků.
Na řadu sporných otázek nabídl nekonkrétní odpovědi, odvoláním na poradu s odborníky nebo jinými státními činiteli (například ministrem spravedlnosti či financí), na dialog (většinové společnosti s Romy). V televizním pořadu, kde se vyjadřoval spíše proti kriminalizaci užívání marihuany, několikrát (za přisvědčování moderátora) opakoval, že „marihuana je rostlina“ a člověk nemá právo kriminalizovat přírodu. Mediální ohlas vyvolala jeho podpora akci Prague Pride, která mu prý „ani v nejmenším nevadí“, a názor, že homosexualita není nemoc ani politický názor, ale danost, jak uvedl v chatu na tn.cz. O dva týdny později pak na facebookovém profilu zveřejnil prohlášení na podporu Prague Pride a proti útokům na konání pochodu, v nichž spatřoval hůře či šikovněji skrývané projevy homofobie a vyvolávání strachu z jinakosti.

## Názory na Franze
Podle vyjádření filosofa a překladatele Petra Kurky z roku 2004 je Vladimír Franz výjimečnou lidskou a tvůrčí osobností, jejíž hudební a malířské dílo představuje jednotu žitého existenciálního Gesamtkunstwerku, jenž je na jedné straně vědomím závazku, odpovědnosti a pokory, na straně druhé však i výrazem nevázaně extatického veselí, svobody a radosti z formování vlastního života jako svrchovaného uměleckého díla. Podle Kurky představuje Franz nezkrotný živel imaginace a touhy dát věcem přesný tvar a kouzlo ozvláštnění a je zároveň reprezentantem skutečně praktikované tvůrčí svobody, jež je navíc přirozeně zakořeněná v niterné potřebě jednoznačného etického postoje.

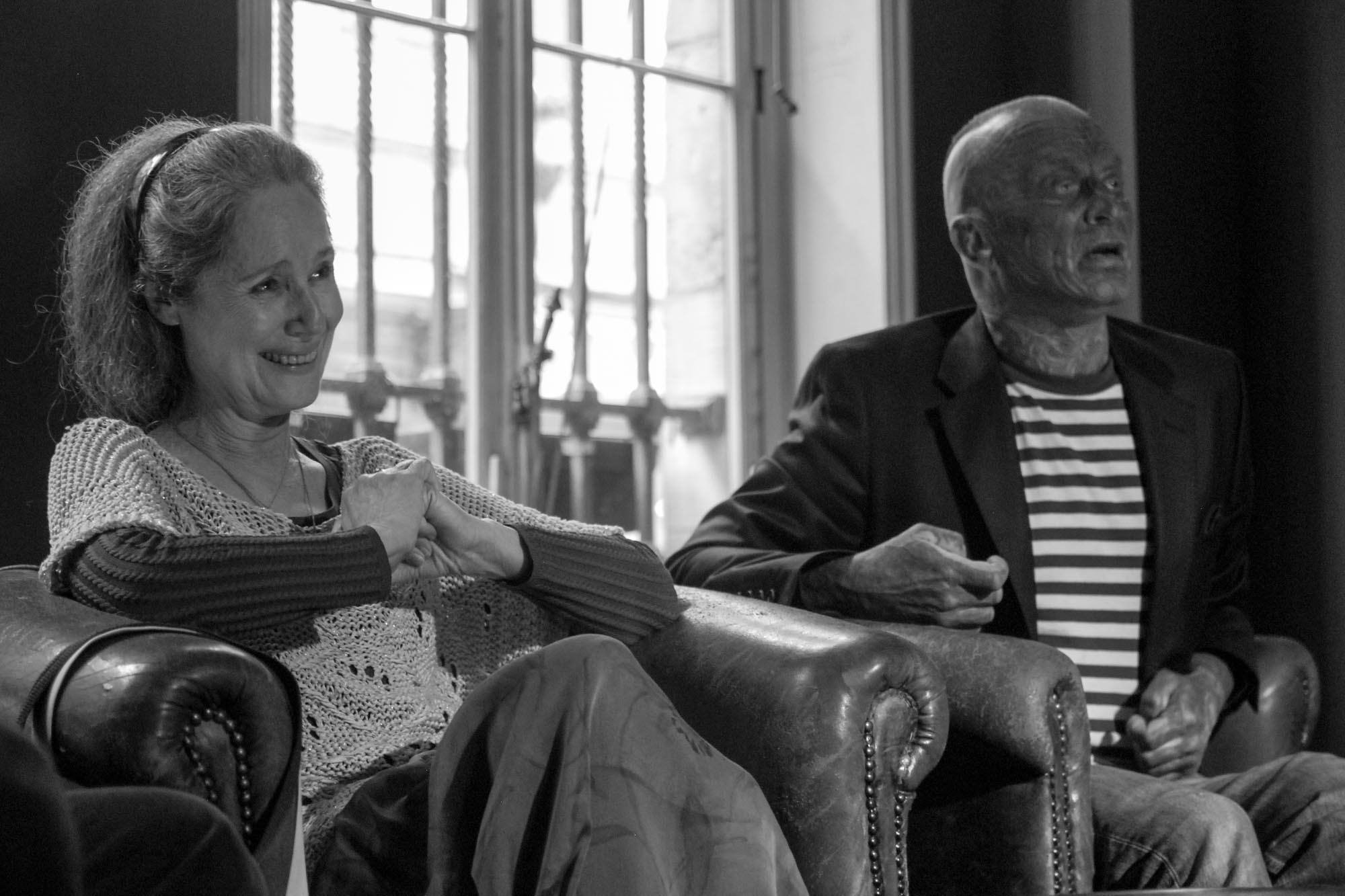
V diskusi s další prezidentskou kandidátkou Taťánou Fischerovou po volbách v Bruselu, květen 2013

Podle článku překladatele Petra Onufera, zveřejněného v listopadu 2012 na Bubínku Revolveru a v časopise Přítomnost, se ve Franzových veřejných vystoupeních, někdejších i dnešních, a zejména jeho výzvách týkajících se vzdělanosti, kulturnosti a humanity vyjevuje hystericky přehrávaná, na odiv stavěná „kulturnost“, obskurní národovecký mysticismus a jakési new age třeštění, to vše okořeněné latentní fascinací násilím a mocí ruku v ruce s Hassliebe (silným ambivalentním citovým vztahem) pociťovanou vůči stádu, což připomíná světonázor Daniela Landy. Franz i Landa svému publiku podle Onufera servírují vizi víceméně totožného pseudořádu a pseudomystiky, avšak zatímco Landa ji prodává úplným prosťáčkům, Franz oslovuje přece jen náročnější publikum. Podle Daniela Novotného je Onufer naprostým ignorantem pokud jde o Franzovu starší i aktuální výroky a mnoholetou tvorbu, a jeho tvrzení o tom, co Franz údajně „servíruje“ svému publiku, pouhým „tláskáním“; Onufer navíc, podle Novotného, nikdy nezareagoval na jedinou z výzev ke konkretizaci svých výroků ohledně Franze a kromě toho, vzhledem ke skutečnosti, že svůj článek publikoval v periodiku jednoznačně podporujícím prezidentskou kandidaturu Karla Schwarzenberga, který s Franzem bojoval o totožnou vrstvu elektorátu, byl zmíněný text pouhou součástí defamační útočné předvolební kampaně, k níž se mnozí Schwarzenbergovi podporovatelé během předvolební kampaně snížili.
V říjnu 2012 zveřejnil levicový portál Deník Referendum článek punkera Petra Bergmanna alias Bergáma, který byl v roce 1990 v rozhovoru pro časopis Květy punkovým protějškem Franze, který v rozhovoru představoval skinheadské hnutí. Podle Bergmanna není Franz žádný alternativec, bohém ani filosofující umělec, ale z podstaty konzervativní, přesvědčený xenofob a možná latentní, dnes už životními zkušenostmi otupený rasista, s despotickými sklony a bláhovými recepty na řízení společnosti. Podle Bergmanna byly Franzovy xenofobní a rasistické názory fundamentální, nikoli tendenční, a proto Bergmann nevěří, že jich je Franz nyní prost. Podle Bergmanna Franz své tehdejší působení nyní bagatelizuje a lže o své tehdejší motivaci. Ačkoliv ho podle Bergmanna tehdy skinheadské prostředí kvůli jeho vůdcovským tendencím a scestným konceptům vyvrhlo, jeho nynější působení na veřejnosti vytváří prostor pro extrémně pravicové tendence, aby se rehabilitovaly a aktivizovaly, například už se k němu údajně hlásí „stará garda v čele s Danielem Landou“. Alarmující je podle Bergmanna působení lidí, kteří bez hlubší znalosti Franze podporují jen na základě jeho vzezření, které vyvolává u lidí dojem, že jde o „super týpka“, muzikanta, umělce a vzdělance, který se nebojí mluvit ostře o politicích (ač jeho výpady jsou prázdné, populistické). Podle Bergmanna jakoby Franzovo tetování překrylo nejen Franzovu skutečnou podobu, ale i jeho názorovou podstatu a zároveň zakrylo i schopnost kritického myšlení jindy příčetných a mnohdy i moudrých lidí. Za některé z výše uvedených výroků bylo údajně na Bergmanna podáno počátkem roku 2013 trestní oznámení.
Podle levicového extrémisty Tomáše Schejbala je Franz „nacionální socialista strasserovského směru“, jehož „prázdná postmoderní bublina jeho popularity, tvořená vizuální image“, by „praskla“, kdyby se otevřeně přihlásil k fašismu; jako prezident by prý – podle Schejbala – chtěl Franz „vládnout tvrdou rukou a prosazovat potlačení odborů“.
Podle Franzovy partnerky Idy Saudkové bylo tetování snad projevem sebestřednosti, jeho osobnost hodnotila jako konzervativní, se zachováváním stejných zvyků, bez vztahu k předmětům. Saudková také uvedla, že poslouchal jen vážnou hudbu. Celý pop od roku 1950 bytostně nesnáší a posílá „klidně k čertu“. Vadilo mu, že východiska téhle hudby leží v betonových džunglích velkoměst nebo ve squatech někde v Harlemu či na smeťáku, zatímco zdroje českých klasiků – Dvořáka, Janáčka či Mahlera – leží na venkově v přírodě a věci tu mohou vyrůstat z něčeho jiného než z hromady plechu a betonu. Připouštěl však, že „i v rocku se může objevit umělec“, přičemž v této hudbě, která je pro Franze „spíš forma divadla než hudby (...) není třeba tolik koncentrovat myšlenku jako koncentrovat energii“. I přes tvrzení, že se mu rock nelíbí, protože se „míjí účinkem“ tím, že „buší do zdi, za níž není nic“, připouští, že je mu osobně „punk i určitý metal ve své energetické výpovědi sympatičtější než nějaké takzvané umělecké útvary“, ovšem s tím, že „takové skupiny musejí mít ´drajv´, protože to je asi jediné, čím to jde zaštítit“. Stejně tak má Franz rád „country, které si na nic nehraje“. Mezi zpěváky a skupiny, které poslouchal či poslouchá, patří Sex Pistols, Doors, Iggy Pop (jeho píseň No Shit a část písně Nazi Girfriend z alba Avenue B využil ve scénické hudbě k představení Gazdina roba) a v roce 2006 křtil CD metalové skupiny Tudor. Svůj obdiv vyjádřil také Jiřímu Pavlicovi a „jeho cestě od folklóru k vážné hudbě“; v hudbě folkové je pro něj „velikou personou Karel Plíhal se svojí melodickou invencí“.
Mezi skladatelské vzory zařadil Dmitrije Šostakoviče (práce s paradoxem a výstavba), Francise Poulenca (jak se dostat z bodu A do bodu B nejkratší cestou a lehce), Richarda Wagnera (pro hlubinu letního bezpečí, které skýtá), Zdeňka Lišku (pro maximální ekonomii ve vytěžení tématu), Giacoma Pucciniho (pro dokonalé nakládání s temporytmem), Leoše Janáčka (pro naprostý srůst s přírodou), Bohuslava Martinů (kvůli zvuku sypajících se křišťálových lustrů) a Antonína Dvořáka (kterého mohu kdykoliv potkat mezi poli).
Podle autorky rozhovoru pro časopis Instinkt v únoru 2009 „všechno to tetování a vojenské boty působí jen jako drsná fasáda člověka obdařeného obrovskou vnímavostí a věčně rozjitřenou duší“. V roce 2011 uvedl, že má rád akční filmy, kde je všechno jasné, dobro a zlo jasně definované, zatímco z Kubricka by se asi zbláznil.
Franz byl označen za renesančního člověka. Martin Rychlík na České pozici psal v předvolebním období koncem roku 2012 o Franzovi jako o renesanční osobnosti rozkročené od umění po juristickou erudici i geologii, vzdělaném člověku s mravní autoritou i úspěchy v oboru.
Nikdy nebyl součástí politického disentu či kulturního undergroundu, a to – podle vlastních slov – mimo jiné z důvodu, že mu při vší úctě k postojům představitelů těchto kruhů značně vadila estetika jejich „divného máničkovského světa“. Proto jej také „odpuzovala“ hudba Plastic People, výtvarná a divadelní činnost Tvrdohlavých i divadlo Sklep, ač měl prý mnohé členy těchto uskupení „lidsky rád“.